# 스마트 냉장고

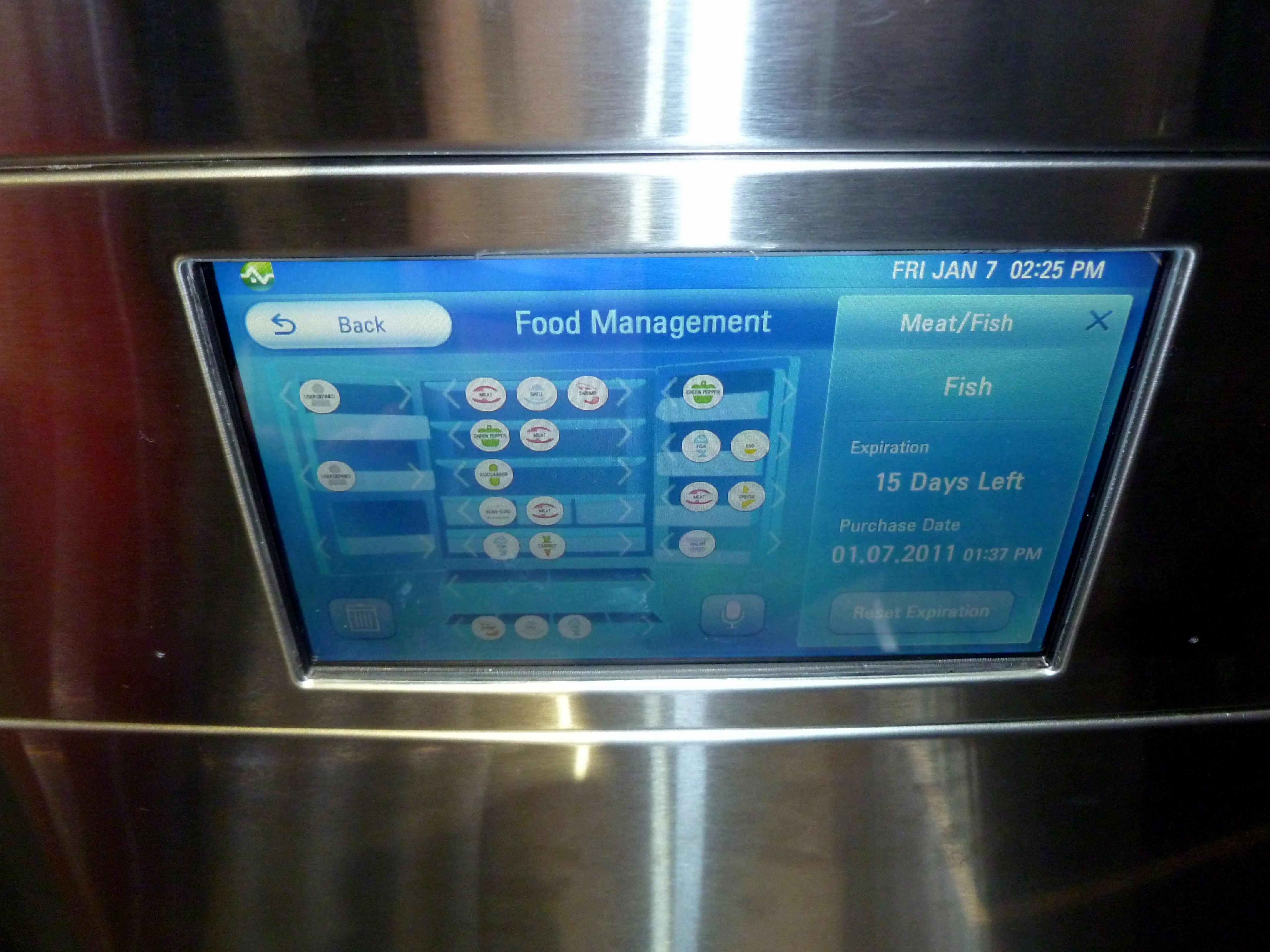
CES 2011의 LG 스마트 냉장고

인터넷 냉장고(internet refrigerator)라고도 불리는 스마트 냉장고(smart refrigerator)는 인터넷과 통신할 수 있는 냉장고이다. 이런 종류의 냉장고는 식품을 보충해야 할 때마다 스스로 결정하는 장치를 갖추고 있는 경우가 많다. 이는 여전히 인간의 개입에 의해 부분적으로 관리되지만 스마트 기술의 다음 진화는 원활한 결제 시스템과 함께 내부의 모든 품목에 대한 재고 추적을 통합하는 지능형 냉장고(Intelligent Refrigerator)이다. 여기에는 냉장고를 온라인 소매점에 연결하여 집에서 가정용으로 냉장고를 일관되게 비축하는 것이 포함된다. 상업적 용도의 경우 결제 단말기 및 잠금 장치와 같은 추가 기능이 통합되어 무인 소매 및 대기열 버스팅과 같은 작업을 관리한다.